# Irland i olympiska sommarspelen 1964
Irland deltog med 25 deltagare vid de olympiska sommarspelen 1964 i Tokyo. Totalt vann de en bronsmedalj.

## Medalj

### Brons
- Jim McCourt - Boxning, lättvikt.